# 凤岗站
凤岗站为广州地铁21号线的一个车站，位于中國廣東省广州市增城区324国道（广汕公路）广州科教城中心公园南侧。车站于2018年12月28日随21號線首通段通车而启用。

## 車站結構

### 車站樓層
本站为地下双层岛式站台车站，车站主体结构外包总长268米，标准段外包总宽20.7米，标准段总高度为13.4m。地面為324国道、明科二路、明科三路、广州科教城及周边建筑，地下一層为站厅层，地下二層為21號綫月台。
| 地下一层 | 站厅                       | 售票機、客服中心、警务室、安检设施                  |  |  |
| 地下二层 | 2 站台                     | █21号线 天河公园方向（下站：坑贝 / 快车：镇龙）     |  |  |
|          | 岛式站台（卫生间、母婴室） |                                                     |  |  |
|          | 1 站台                     | █21号线 增城广场方向（下站：朱村 / 快车：增城广场） |  |  |

### 站厅

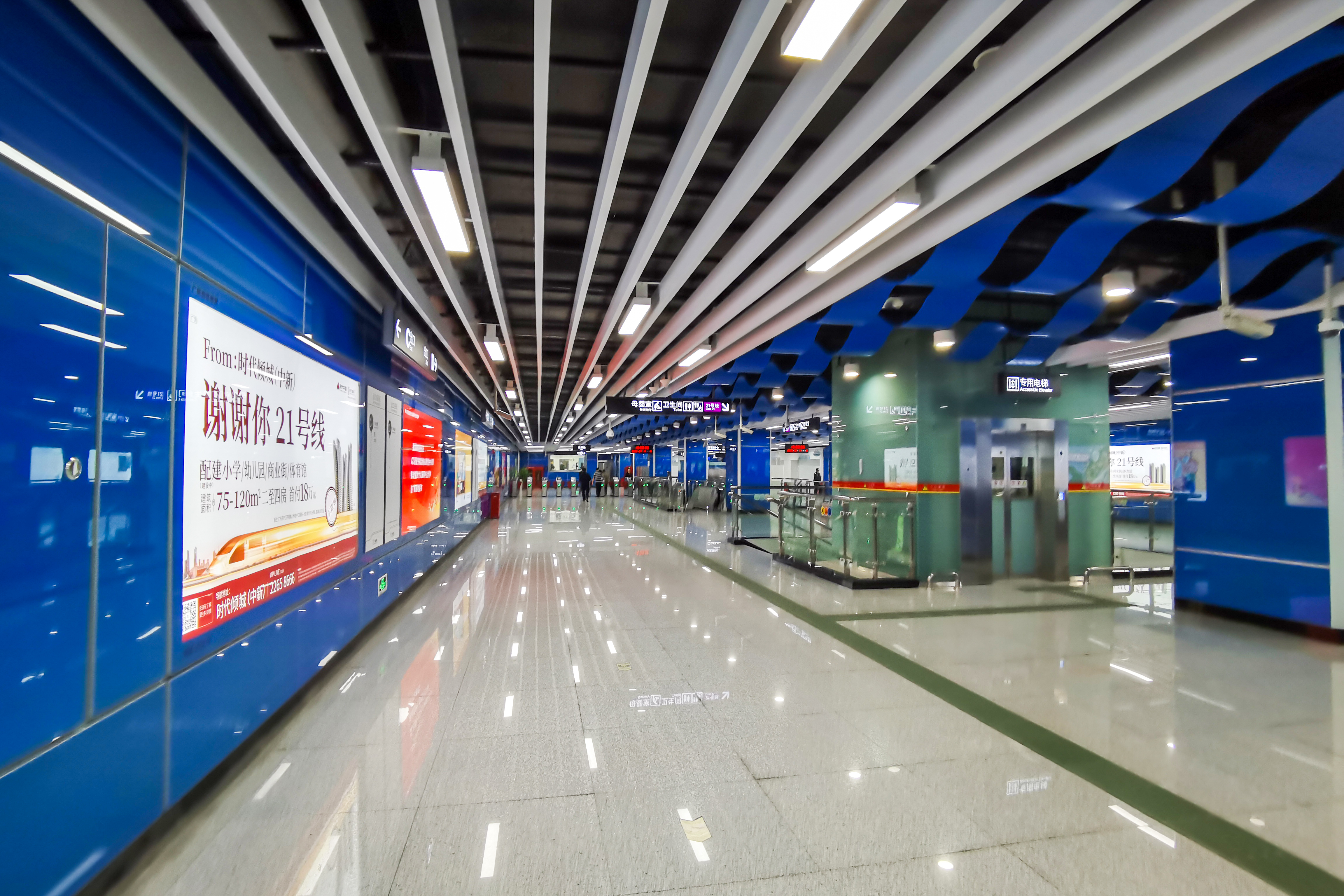
站厅

凤岗站站厅設有售票機、自动售卡/充值机、客務中心，同时设有自动售卖机。
为方便行人进出，目前站厅南侧被划分为收费区，收费区内设有多组扶手电梯、楼梯和一台专用电梯供乘客前往月台层。

### 月台
本站設有一個島式月台，位於324国道北侧地底。

1号站台全景图

本站的卫生间和母婴室位于站台层西端。

### 出入口
凤岗站目前设有4个出入口供乘客进出车站。
|                                           |                                                       |      |          |                                                              |
| 編號                                      | 设施                                                  | 照片 | 出口指示 | 建議前往的目的地                                             |
| A                                         | 扶手电梯标志                                          |      | 广汕公路 |                                                              |
| B                                         | 盲道标志 · 扶手电梯标志                               |      | 广汕公路 | 亚星路、凤岗地铁站公交车站（东行）                           |
| C                                         | 盲道标志 · 升降机标志 · 无障碍通道标志 · 扶手电梯标志 |      | 广汕公路 | 广州科技教育城、明科四路、博约路、凤岗地铁站公交车站（西行） |
| D                                         | 盲道标志 · 扶手电梯标志                               |      | 广汕公路 | 广州科技教育城、明科一路、凤岗地铁站D出口公交车站（北行）    |
| 註： 設有 \| 設有 \| 設有 \| 設有扶手電梯 |                                                       |      |          |                                                              |

## 接驳交通
| 公交（凤岗地铁站） \| 编号 \| 编号 \| 线路 \| 线路 \| 线路 \| 收费 \| 备注 \| \| ---- \| ------ \| ---------------- \| ---- \| ---------------- \| ---- \| ---- \| \| \| 增城2 \| 公汽公司 \| ⇆ \| 科教城东公交总站 \| 2元 \| \| \| \| 增城11 \| 二汽车站 \| ⇆ \| 五福路 \| 4元 \| \| \| \| 增城71 \| 科教城西公交总站 \| ⇆ \| 科教城东公交总站 \| 2元 \| \| |        |                  |      |                  |      |      |
| 编号 | 编号   | 线路             | 线路 | 线路             | 收费 | 备注 |
| | 增城2  | 公汽公司         | ⇆    | 科教城东公交总站 | 2元  |      |
| | 增城11 | 二汽车站         | ⇆    | 五福路           | 4元  |      |
| | 增城71 | 科教城西公交总站 | ⇆    | 科教城东公交总站 | 2元  |      |

## 利用状况
凤岗站位处广州科教城南部，周边除大专院校外亦有部份居民小区和办公楼。车站启用初期以通勤客为主，整体客流一般。随着广州科教城内的高校陆续入驻开学，本站吸引不少师生使用，每周五更有大量放学的学生在此乘坐地铁，导致车站在中午便要实行客流管制措施。

## 歷史
21號線初期規劃之時，在朱村镇中心现朱村站的位置设有朱村站。後來为配合广州科教城的规划，原朱村站西移980m至本站现时的位置，并继续被称作朱村站。
2017年4月，本站实现主体结构封顶。2018年初，广州地铁集团向民政局申报凤岗站为本站站名，公示期间有市民建议将本站更名为“科教城站”，但当局称“科教城”不是标准地名，而“凤岗”为当地老地名，故未采纳该建议。最终，“凤岗站”站名于同年8月正式获批。
2018年9月28日，本站移交运营部门调试；12月28日12时28分，本站随21號線首通段通车而正式启用。